# Ферма (Могилёвская область)
Фе́рма (бел. Ферма) — деревня в составе Маслаковского сельсовета Горецкого района Могилёвской области Республики Беларусь.

## Население
- 2010 год — 11 человек